# Blackfriars Hall
Blackfriars Hall est un permanent Private Hall de l'université d'Oxford. Comme les autres PPH, il est dirigé par une entité extérieure à l'université, en l'occurrence la province anglaise de l'ordre dominicain (ses moines sont surnommés black friars en anglais, « les frères noirs »).

## Histoire
L'Ordre des Prêcheurs arrive à Oxford en 1221 et commence à y enseigner quelques années plus tard. Leur collège est démantelé lors de la Dissolution des monastères ordonnée par le roi Henri VIII au début du XVIe siècle. L'actuel Blackfriars a été fondé en 1921.